# Husum, Köpenhamn

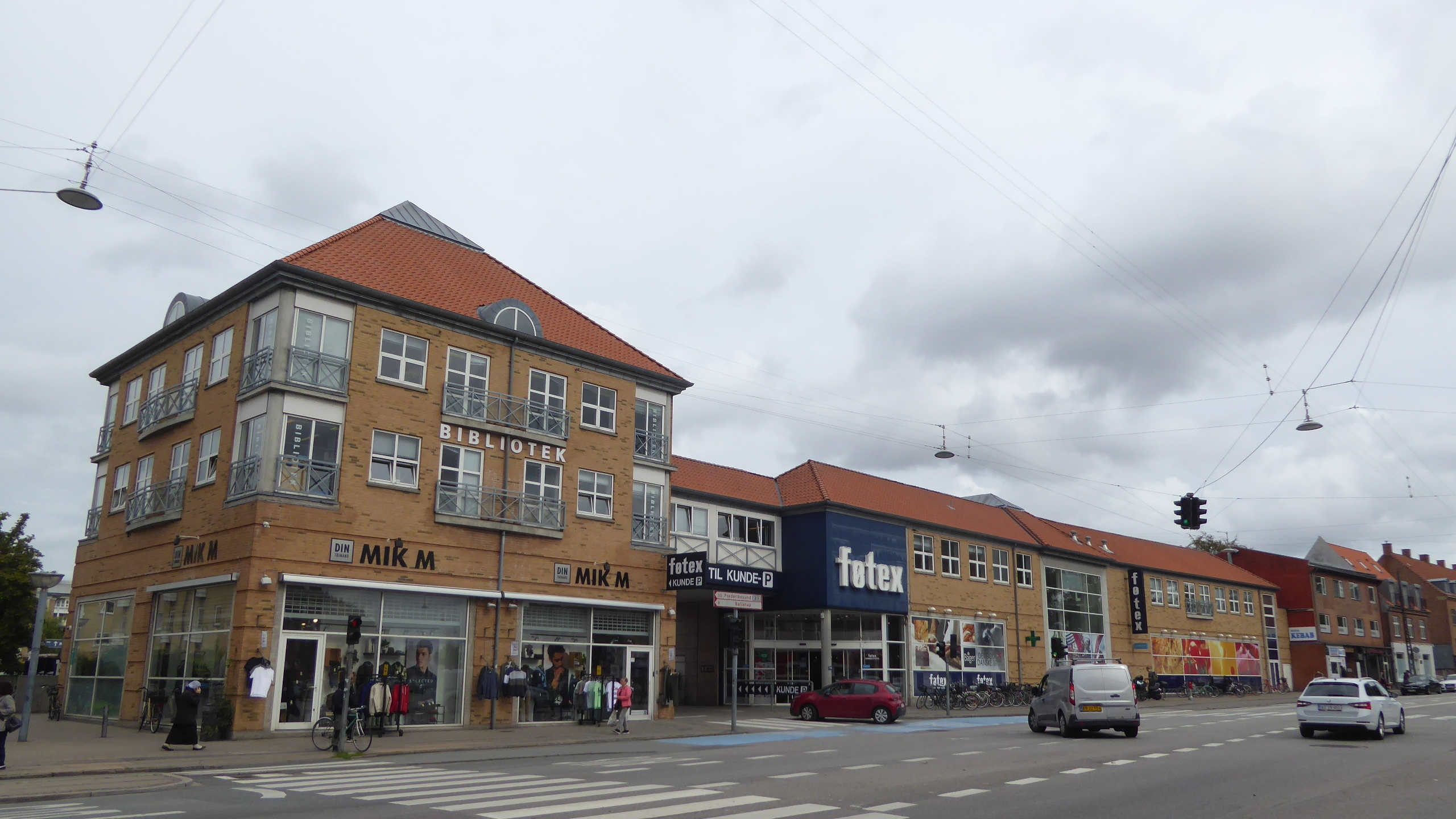
Husum bibliotek.

Husum är en stadsdel i Köpenhamns kommun, i kommunens västra del. Den är numera administrativt sammankopplad med bland annat Brønshøj till Brønshøj-Husum.